# 오타르 카카바제
오타르 카카바제(조지아어: ოთარ კაკაბაძე, 1995년 6월 27일 ~ )는 조지아의 프로 축구 선수로, 자신이 주장으로 있는 폴란드 클럽 크라코비아와 조지아 국가대표팀에서 라이트백으로 활약하고 있다.

## 구단 경력

### 디나모 트빌리시
트빌리시에서 태어난 카카바제는 디나모 트빌리시 유소년 졸업생이었다. 그는 2012년 11월 27일, 라차 암브롤라우리와의 원정 경기에서 선발 출전하여 리저브 팀에서 데뷔했으며, 2013년 10월 19일, 카헤티 텔라비와의 홈 경기에서 6-0으로 승리하며 첫 성인 골을 기록했다.
카카바제는 2014년에 주전 선수로 승격되었다. 그 해 9월 16일, 그는 슈쿠라 코불레티와의 홈 경기에서 후반전에 이라클리 자리아를 대신해 교체 선수로 출전하며 프로 데뷔 전을 치렀다.
카카바제는 빠르게 디나모에서 주전 선수로 자리 잡았고, 2015년 10월 23일, 츠힌발리와의 홈 경기에서 2-1로 승리하며 첫 프로 골을 기록했다.

### 짐나스틱
2016년 7월 7일, 카카바제는 세군다 디비시온 클럽 짐나스틱 데 타라고나와 3년 계약을 체결했다.
2017년 1월 4일, 카카바제가 남은 시즌 동안 덴마크 수페르리가 클럽 에스비에르 fB와 임대 계약을 체결한 것이 확인되었다. 복귀 후 그는 짐나스틱의 주전 선수가 되었다.

### 루체른
2018년 8월 30일, 카카바제는 스위스 클럽 루체른으로 이적했다.

### 테네리페
2020년 9월 25일, 카카바제는 테네리페와의 계약에 합의한 후 세군다 디비시온으로 복귀했다.

### 크라코비아
2021년 6월 12일, 엑스트라클라사 클럽 크라코비아는 카카바제와 3년 계약을 체결했다고 발표했다.
이 기간 동안 카카바제는 리그 경기 69경기에 출전하여 6골을 기록했다. 2022-23년 시즌 동안 그는 네 번이나 엑스트라클라사 금주의 팀에 포함되었다.
2024년 5월, 그의 클럽과의 계약은 2027년까지 연장되었다.

## 국가대표팀 경력
조지아 U-17, U-19, U-21 국가대표팀에서 활약한 카카바제는 2015년 10월 8일, 지브롤터와의 UEFA 유로 2016 예선 홈 경기에서 4-0으로 승리하며 풀 스쿼드 데뷔 전을 치렀다.
2024년 3월 말, 카카바제는 UEFA 유로 2024 플레이오프 두 경기를 모두 풀타임으로 뛰며 시니어 팀의 역사적인 업적에 기여했다. 2024년 5월, 그는 독일에서 열린 대회에 출전할 조지아 국가대표팀에 선발되었다. 그는 조지아의 네 경기 모두에 출전했으며, 이 경기들은 조지아가 결선 토너먼트에 진출하는 파란을 일으켰다. 카카바제는 16강에서 스페인에게 1-4로 패한 경기에서 어시스트를 기록했다.